# Christine Botlogetswe
Christine Botlogetswe (* 1. Oktober 1995 in Rakops) ist eine botswanische Sprinterin, die sich auf den 400-Meter-Lauf spezialisiert.

## Sportliche Laufbahn
Erste internationale Erfahrungen sammelte Christine Botlogetswe bei den Juniorenafrikameisterschaften 2011 in Gaborone, bei denen sie in 55,87 s den achten Platz belegte und mit der botswanischen 4-mal-400-Meter-Staffel auf Rang vier einlief. Anschließend nahm sie an den Jugendweltmeisterschaften in Villeneuve-d’Ascq nahe Lille teil, bei denen sie in 59,13 s in der ersten Runde ausschied. Auch bei den Juniorenweltmeisterschaften in Barcelona im Jahr darauf konnte sie sich mit 55,26 s nicht für das Finale qualifizieren. 2013 belegte sie bei den Juniorenafrikameisterschaften in Moka in 56,72 s Sechste. Bei den Afrikameisterschaften 2014 in Marrakesch schied sie im 200-Meter-Lauf mit 25,75 s im Vorlauf aus und gewann mit der botswanischen Staffel in 3:40,28 min die Bronzemedaille. Bei den IAAF World Relays 2015 auf den Bahamas belegte sie mit 3:35,76 min Rang fünf im B-Finale. Bei den Afrikaspielen in Brazzaville schied sie über 400 Meter mit 54,32 s im Halbfinale aus und siegte mit der Staffel in 3:32,84 min, nachdem die Mannschaft aus Nigeria nachträglich wegen eines Dopingvergehens disqualifiziert wurde.
Bei den Afrikameisterschaften 2016 in Durban gelangte sie in 53,31 s auf den sechsten Platz und erreichte mit der Staffel in 3:31,54 min Rang vier. Zudem qualifizierte sie sich auch für die Olympischen Spiele in Rio de Janeiro, bei denen sie mit 52,37 s im Vorlauf ausschied. Bei den IAAF World Relays 2017 belegte sie in 3:30,13 min Rang sechs und qualifizierte sich auch für die Weltmeisterschaften in London. Im Einzelbewerb schied sie dort mit 53,50 s in der ersten Runde aus und wurde mit der botswanischen Stafette in 3:28,00 min im Finale Siebte. 2018 nahm sie erstmals an den Commonwealth Games im australischen Gold Coast teil und wurde dort in 51,17 s Vierte über 400 Meter und gewann mit der Staffel in 3:26,86 min die Bronzemedaille hinter Jamaika und Nigeria. Im August gewann sie bei den Afrikameisterschaften in Asaba in 51,19 s die Silbermedaille hinter Caster Semenya. Anschließend belegte sie beim Leichtathletik-Continentalcup in Ostrava in 52,47 s den siebten Platz über 400 Meter sowie Rang zwei im Staffel-Bewerb.
2019 qualifizierte sie sich über 400 Meter erneut für die Weltmeisterschaften in Doha und schied dort mit 53,27 s in der ersten Runde aus. Bei den World Athletics Relays 2021 im polnischen Chorzów verpasste sie mit 3:20,97 min den Finaleinzug in der Mixed-Staffel. Im August startete sie über 400 m erneut bei den Olympischen Spielen in Tokio, kam dort aber mit 53,99 s nicht über den Vorlauf hinaus. Im Jahr darauf schied sie bei den Afrikameisterschaften in Port Louis mit 55,06 s im Halbfinale aus. Zudem siegte sie in 3:21,85 min gemeinsam mit Collen Kebinatshipi, Motlatsi Rante und Keitumetse Maitseo in der Mixed-Staffel und belegte mit der Frauenstaffel in 3:36,96 min den vierten Platz.
2016 wurde Botlogetswe Botswanische Meisterin im 400-Meter-Lauf sowie 2019 über 200 Meter.

## Persönliche Bestleistungen
- 200 Meter: 23,14 s (+0,5 m/s), 29. April 2018 in Gaborone
- 400 Meter: 50,48 s, 16. Juni 2019 in Rabat